# Corps du roi
Corps du roi est un essai de Pierre Michon publié le 2 octobre 2002 aux éditions Verdier et ayant obtenu le prix Décembre la même année.

## Résumé
L'ouvrage consiste en une série de plusieurs études ou impressions courtes sur quelques auteurs : Beckett, Flaubert, Faulkner, Hugo. Le titre vient de l’étude sur Beckett, qui consiste en une méditation sur une photo de l’auteur, qui débouche sur la théorie des deux corps du roi : d’une part l’écrivain idéal et comme intemporel, d’autre part le corps tel qu’il apparaît. En un mot, il s’agit de mettre en avant « l’idée que les écrivains appartiennent, au-delà du temps terrestre, à un même corps : celui de la littérature. Cette idée est, dans le même temps, contestée ».
Le chapitre sur Booz endormi, en partie étude littéraire et en partie récit autobiographique, évoque la manière dont la poésie peut devenir prière.

## Éditions
- Corps du roi, éditions Verdier, 2002  (ISBN 2864323664).